# Wurmbea uniflora
Wurmbea uniflora är en tidlöseväxtart som först beskrevs av Robert Brown, och fick sitt nu gällande namn av Terry Desmond Macfarlane. Wurmbea uniflora ingår i släktet Wurmbea och familjen tidlöseväxter. Inga underarter finns listade i Catalogue of Life.